# Great White Wonder
Great White Wonder, indicato a volte con la sigla GWW, è un bootleg del cantautore statunitense Bob Dylan, pubblicato nel luglio 1969. Si tratta del primo album bootleg della storia della musica rock e contiene registrazioni non ufficiali del musicista statunitense. Il disco è inoltre la prima uscita della celebre etichetta pirata specializzata in bootleg Trademark of Quality (TMQ).

## Descrizione
Molti dei brani inclusi nel doppio LP furono incisi da Dylan con la Band nell'estate del 1967 a West Saugerties, New York, durante delle sessioni informali successivamente pubblicate in forma ufficiale nel 1975 sull'album The Basement Tapes. La maggior parte del materiale restante consiste in registrazioni del dicembre 1961 effettuate in una stanza di hotel (i cosiddetti "Minnesota Hotel Tapes"), varie outtake di album di Dylan, e una esecuzione live al The Johnny Cash Show.
L'album venne soprannominato "The Great White Wonder" ("La grande meraviglia bianca") a causa della copertina completamente bianca della prima stampa originale; successive ristampe avevano anche il titolo stampato in copertina. Il titolo, e sue variazioni successive, come Little White Wonder, G.W.W., ecc... sarebbero stati utilizzati per identificare le varie ristampe del bootleg nel corso degli anni.

### Contenuto
Pubblicato dalla neonata etichetta clandestina "Trademark of Quality", creata da due losangelini, Ken & Dub, Great White Wonder venne compilato attingendo da numerose fonti. I lati 1 e 3 di Great White Wonder provengono quasi interamente da una sessione informale della durata di 90 minuti che Dylan registrò nell'appartamento di Bonnie Beecher a Minneapolis nel dicembre 1961. Il lato 2 è una miscellanea di outtake di studio. Tuttavia, sono le sette tracce provenienti dai cosiddetti "nastri della cantina" ("basement tapes") posizionate alla fine della seconda facciata e su tutta la quarta che generarono il maggiore interesse mediatico e critico.

### Diffusione
Le stazioni radiofoniche della West Coast furono le prime a trasmettere l'album via radio accrescendo così la fama di Great White Wonder. La prima stazione a trasmettere il disco fu la KRLA di Pasadena.
Il successo inaspettato di Great White Wonder diventò un fenomeno mediatico. Fiutando l'affare, tutta una serie di registrazioni pirata di artisti famosi furono immesse clandestinamente sul mercato, incluso Kum Back dei Beatles, primo bootleg dei fab four, pubblicato nel settembre 1969. Chiaramente, la qualità audio di questi primi dischi era pressoché pessima.

### Copertina ed etichetta
Originariamente, la copertina dell'album era semplicemente tutta bianca senza indicazione dell'artista a cui appartenevano le registrazioni, fino a quando il soprannome "Great White Wonder" iniziò a circolare. Le successive ristampe del bootleg negli anni settanta iniziarono quindi ad avere stampato anche questo titolo in copertina, oppure una fotografia di Bob Dylan mentre suonava all'Isle of Wight Festival. Altre copie attribuivano il disco al gruppo fittizio "Dupre and his Miracle Sound", accompagnando il tutto con titoli inventati dei brani contenuti.

## La burla diThe Masked Marauders
La fama di Great White Wonder diede origine a un falso bootleg inventato per scherzo e provocazione dagli editori della rivista Rolling Stone. L'album, intitolato The Masked Marauders, conteneva presumibilmente l'incisione di una jam session che avrebbe coinvolto insieme Bob Dylan, Mick Jagger, John Lennon, e Paul McCartney. Venne anche pubblicata una falsa recensione all'album sul numero di Rolling Stone del 18 ottobre 1969. L'articolo ingenerò moltissima curiosità e richieste da parte dei lettori. Proseguendo nello scherzo, furono ingaggiati un gruppo di musicisti per registrare un singolo e il "fantomatico" album. Pubblicato nel novembre 1969 da una sussidiaria della Warner Bros. creata appositamente per la burla, The Masked Marauders vendette circa 100,000 copie. L'album venne successivamente ristampato dalla Rhino Records in formato CD con il titolo The Masked Marauders – The Complete Deity Recordings.

## Tracce
- Tutti i brani sono opera di Bob Dylan, eccetto dove indicato diversamente.

Lato 1
1. Candy Man
2. (As I Go) Ramblin' 'Round (Woody Guthrie)
3. Black Cross
4. I Ain't Got No Home (Woody Guthrie)
5. The Death of Emmett Till
6. Poor Lazarus (Traditional)

Lato 2
1. Bob Dylan's New Orleans Rag
2. If You Gotta Go, Go Now (Or Else You Got to Stay All Night)
3. Only a Hobo
4. Sitting On a Barbed Wire Fence
5. Mighty Quinn (take 1)
6. This Wheel's on Fire (Bob Dylan & Rick Danko)

Lato 3
1. Baby Please Don't Go (Big Joe Williams)
2. Intervista di Pete Seeger
3. Dink's Song (Traditional)
4. See That My Grave Is Kept Clean (Blind Lemon Jefferson)
5. East Orange New Jersey
6. Man of Constant Sorrow (Traditional)

Lato 4
1. I Shall Be Released
2. Open the Door, Homer (take 1)
3. Too Much of Nothing (take 2)
4. Nothing Was Delivered (take 1)
5. Tears of Rage (take 2)
6. Living the Blues (Live, The Johnny Cash Show)

## Great White Wonder II
In una data imprecisata del 1970, TMQ pubblicò un'altra versione di Great White Wonder, intitolata Great White Wonder II. Molte delle tracce incluse provenivano dai bootleg Stealin' e John Birch Society Blues, come anche i brani dei "Basement Tapes". Tuttavia, ogni traccia venne riversata da un'unica fonte, non copiata direttamente dagli LP originali. Il risultato fu una pubblicazione di livello audio medio-alto.

### Tracce
- Tutti i brani sono opera di Bob Dylan, eccetto dove indicato diversamente.

Lato 1
1. Can You Please Crawl Out Your Window?
2. It Takes a Lot to Laugh, It Takes a Train to Cry
3. Love Minus Zero/No Limit
4. She Belongs to Me
5. It's All Over Now, Baby Blue
6. That's All Right, Mama (Arthur Crudup)
7. Hard Times In New York Town
8. Stealin' (Traditional, arrang. Memphis Jug Band)

Lato 2
1. I Was Young When I Left Home (Traditional)
2. Percy's Song (take 2)
3. Corrina, Corrina (Traditional)
4. In the Evening
5. Long John (Traditional)
6. Crash on the Levee (Down in the Flood)

Lato 3
1. Wade in the Water (Traditional)
2. Cocaine Blues (Traditional, arrang. Reverendo Gary Davis)
3. I'll Keep It with Mine
4. Talkin' John Birch Paranoid Blues
5. Who Killed Davey Moore
6. Eternal Circle
7. Rambling, Gambling Willie

Lato 4
1. Million Dollar Bash
2. Yea! Heavy and a Bottle of Bread
3. Please, Mrs. Henry
4. Lo and Behold
5. Tiny Montgomery
6. You Ain't Going Nowhere
7. Mixed-Up Confusion
8. East Laredo Blues